# Nick Ainger
Nicholas Richard Ainger (* 24. Oktober 1949 in Sheffield) ist ein britischer Politiker.
Ainger gehörte von 1992 bis 2010 dem britischen Unterhaus an. Er war für die Labour Party im Parlament und repräsentierte bis 1997 den Wahlkreis Pembroke, danach den Wahlkreis Carmarthen West & Pembrokeshire South.